# Kammersrohr
Kammersrohr é uma comuna da Suíça, situada no distrito de Lebern, no cantão de Soleura. Tem 0,94 km² de área e sua população em 2018 foi estimada em 28 habitantes.